# Glechoma hederacea
La hiedra terrestre (Glechoma hederacea) es una especie de planta rastrera natural de las zonas templadas de Europa, Asia septentrional y de Norteamérica. Crece formando extensas colonias en llanuras y montañas, prefiriendo los lugares umbríos y lugares húmedos en general.

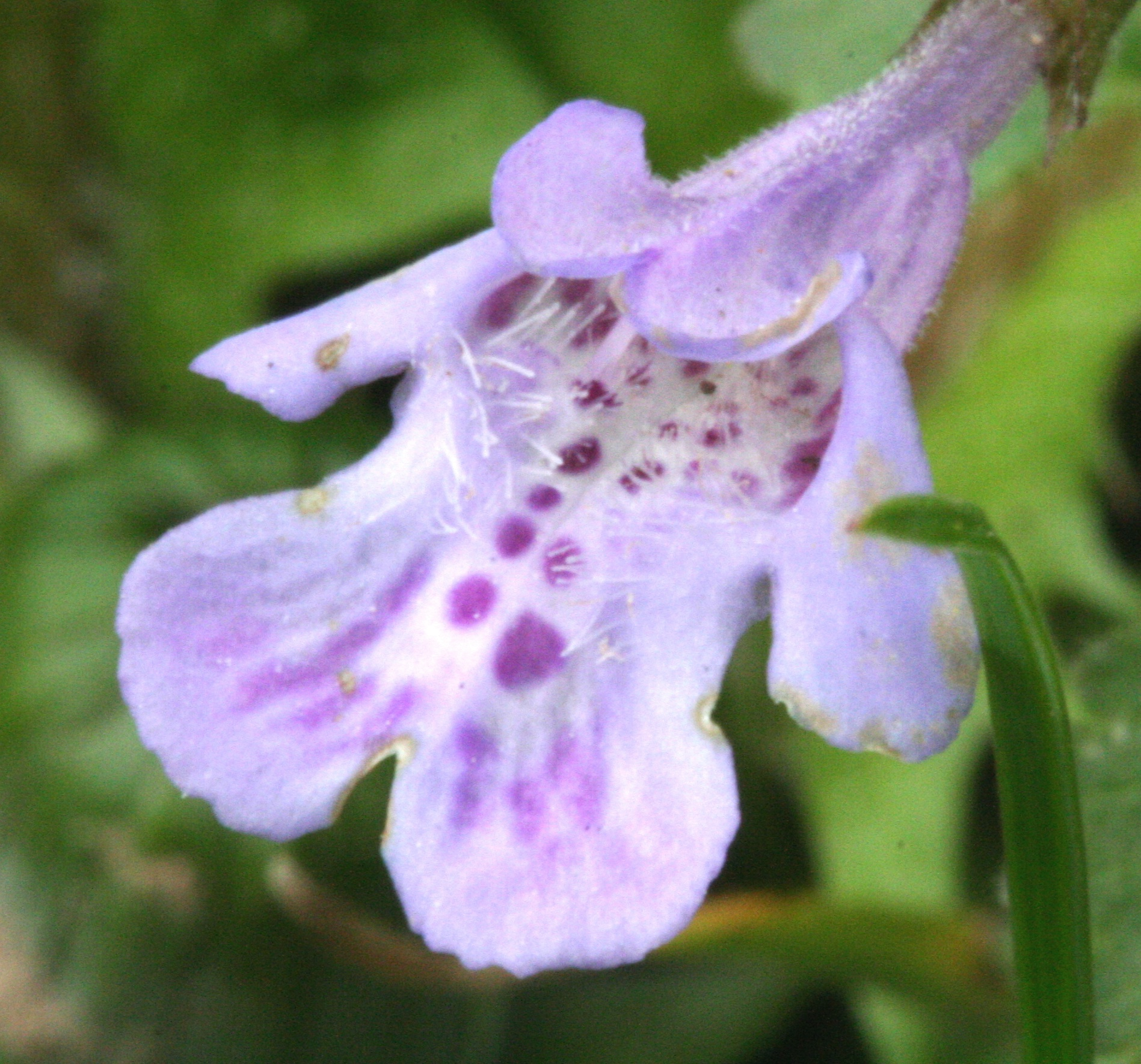
Detalle de la flor

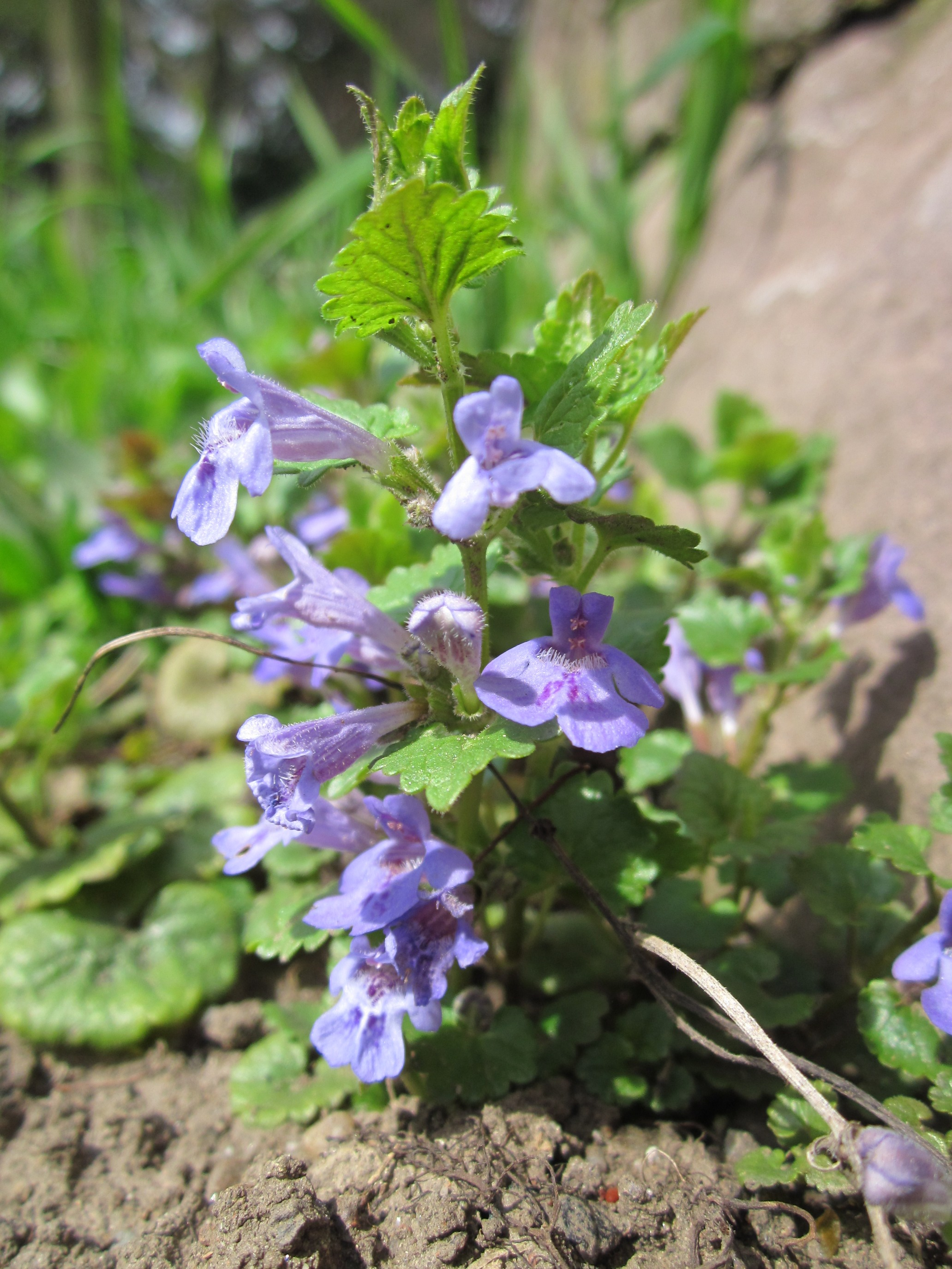
Vista de la planta

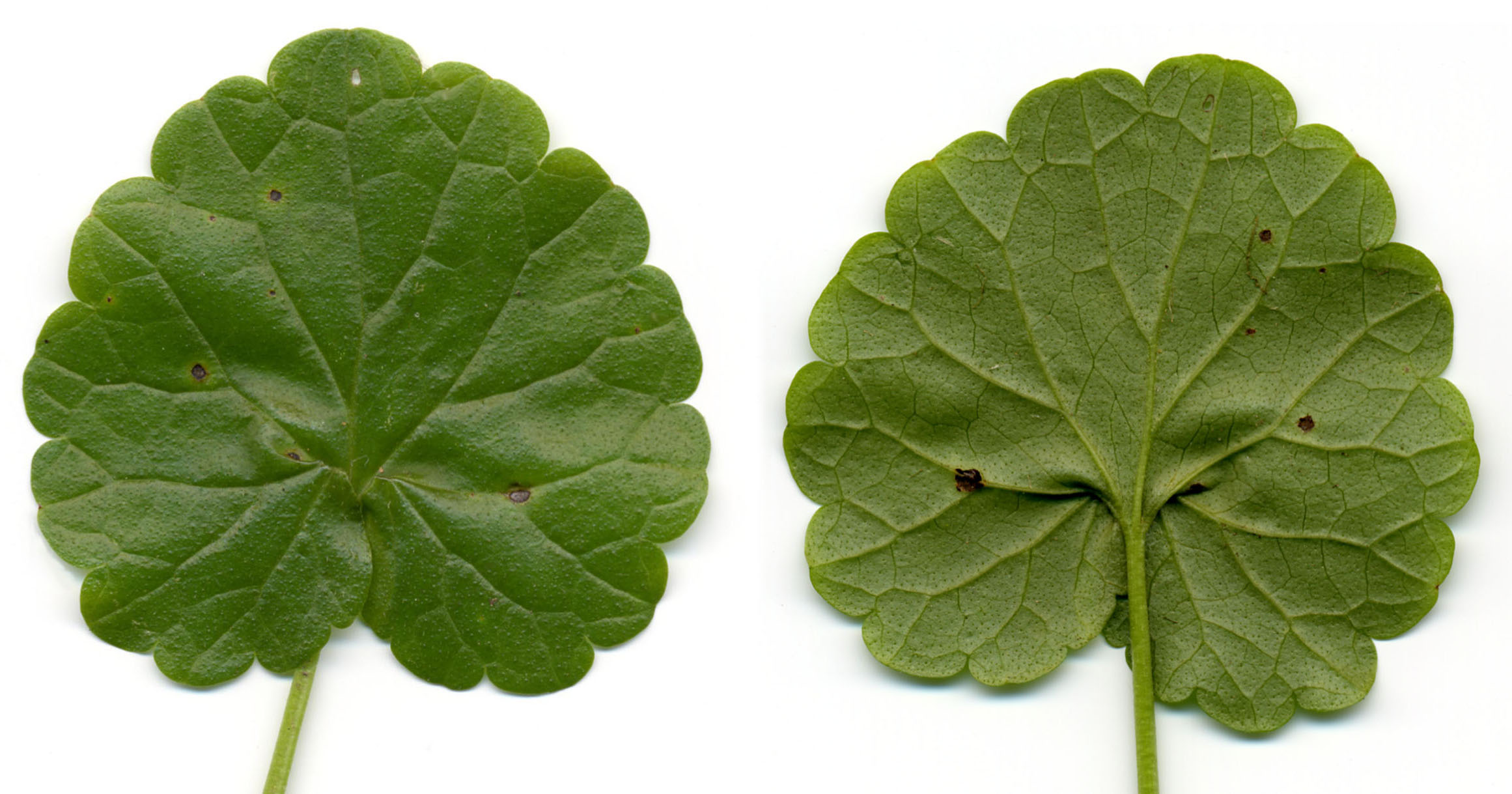
Detalle de la hoja

## Características
Son plantas perennes rastreras, velludas y de color grisáceo. Las ramas florales son erectas y cuadradas alcanzando los 50 cm de altura. Las hojas de color verde oscuro con largo peciolo, son reniformes o cordiformes, redondeadas, pubescentes, algo velludas y glaucas. Las flores de color azul púrpura o violáceas son aromáticas, axilares donde crecen de 3 en 3 con una corola mucho mayor que el cáliz, siendo este largo, curvado y con el limbo oblicuo. Las flores se agrupan en glomérulos.

## Propiedades
- La planta era Oficinal conocida en la Edad Media como (Herba Hederae terrestris) aunque hoy en día es poco utilizada.
- En homeopatía se utiliza para tratar las bronquitis, catarros, asma y afecciones intestinales.
- Contiene marrubiína que ejerce efecto pectoral y expectorante, muy útil contra la tos.
- Moderadamente tóxica debe utilizarse con precaución.

La marrubiína es responsable de la acción fluidificante de las secreciones mucosas, expectorante; los taninos de la actividad astringente y cicatrizante; los ácidos fenólicos y las lactonas sesquiterpénicas ejercen un efecto antiséptico.
Indicado para gripe, resfriados, faringitis, bronquitis, asma, colitis, heridas, forúnculos. Popularmente se utiliza como sedante, antidiarréico y contra las infecciones urinarias.
Principios activos
Contiene un principio amargo: marrubiína (lactona sesquiterpénica), taninos (7%), colina, un aceite esencial, y altos niveles de vitamina C. También se incluyen 1,8-cineol (también conocido como eucaliptol), α-pineno, apigenina, β-sitosterol, borneol, ácido cafeico, ácido ferúlico, hyperosida, yodo, luteolina, mentol, ácido oleanólico (un vasodilatador demostrado), ácido rosmarínico, rutina y ácido ursólico.

## Taxonomía
Glechoma hederacea fue descrita por Carlos Linneo  y publicado en Species Plantarum 2: 578. 1753.
Sinonimia
- Glechoma  micrantha Boenn. ex Rchb., 1831
- Glechoma hederacea var. micrantha P.Fourn., 1937
- Glechoma rotundifolia Raf., 1813
- Glechoma magna Mérat, 1812
- Glechoma lamiifoliaSchur, 1853
- Glechoma hindenburgiana Graebn., 1919
- Glechoma heterophylla Opiz, 1824
- Glechoma hederacea subsp. glabriuscula (Neilr.) Gams in Hegi, 1927
- Glechoma bulgarica Borbás, 1893
- Nepeta hederacea (L.) Trevis., 1842
- Nepeta glechoma Benth., 1834
- Glechoma longicaulis Dulac, 1867
- Glechoma borealis Salisb., 1796
- Chamaeclema hederacea (L.) Moench, 1794
- Chamaecissos hederaceus (L.) Nieuwl. & Lunell in Lunell, 1916
- Calamintha hederacea (L.) Scop.[4]

## Denominación popular
- Castellano: hiedra terrestre, malvela gallega, rompepiedras, terrestre, yedra terrestre, yedra terrestre ancha, yerba terrestre, zapatitos de la virgen.[5]